# Sascha Riether
Sascha Riether (født 23. marts 1983 i Lahr, Vesttyskland) er en tidligere tysk fodboldspiller, der sidst spillede som forsvarsspiller og midtbanespiller hos 1. Fußball-Bundesliga-klubben FC Schalke 04. I 2009 hjalp han Wolfsburg til klubbens første tyske mesterskab nogensinde.

## Landshold
Riether står noteret for to kampe for Tysklands landshold, som han debuterede for den 11. august 2010 i en venskabskamp mod Danmark i København.

## Titler
Bundesligaen
- 2009 med VfL Wolfsburg